# Konflikten i Sudan 2023
Konflikten i Sudan 2023 är en pågående väpnad konflikt mellan rivaliserande fraktioner inom Sudans regering som utbröt den 15 april 2023 när sammandrabbningar ägde rum över hela landet, huvudsakligen i huvudstaden Khartoum och i Darfurregionen.
Striderna började med attacker utförda av de paramilitära styrkorna Rapid Support Forces (RSF) på viktiga statliga platser. Flyganfall, artilleri och kraftig skottlossning rapporterades över hela Sudan. Per den 23 april 2023 har både RSF-ledaren Mohamed Hamdan Dagalo och Sudans de facto-ledare och arméchef, Abdel Fattah al-Burhan, gjort anspråk på flera viktiga statliga platser inklusive det allmänna militära högkvarteret, presidentpalatset, Khartoums internationella flygplats, Burhans tjänstebostad och SNBC:s högkvarter.
I april 2025 hade över 12 miljoner människor har drivits på flykt, och mer än hälften av landets befolkning led av matbrist. 

## Evakuering av utländska medborgare
19 april 2023 meddelade Japans regering att de påbörjat en insats för att evakuera ca 60 medborgare från Sudan. De blev det första landet att påbörja en sådan insats. Samma dag försökte tyska Bundeswehr evakuera 150 medborgare, detta försök fick dock avbrytas på grund på och runt av internationella flygplatsen i Karthoum.
20 april 2023 började Norges försvarsmakt att evakuera egna och utländska medborgare ur Sudan. 
Den 23 april 2023 godkände Sveriges riksdag ett förslag om att tillåta regeringen förse en enhet på upp till 400 soldater för att evakuera svenska medborgare i Sudan.  Insatsen avslutades 26 april 2023. 